# 14616 Van Gaal
14616 Van Gaal (1998 TK30) là một tiểu hành tinh vành đai chính.